# Dane Gagai

a Compétitions nationales et continentales officielles uniquement.

b Matchs officiels uniquement.
Dane Gagai, né le 3 janvier 1991 à Mackay (Australie), est un joueur de rugby à XIII australien évoluant au poste de centre, d'ailier ou d'arrière. Il fait ses débuts en National Rugby League (« NRL ») avec les Broncos de Brisbane lors de la saison 2011 avant de rejoindre en 2012 les Knights de Newcastle puis en 2018 les Rabbitohs de South Sydney. Enfin il a également été appelé en sélection d'Australie dans le cadre de la Coupe du monde 2017. Son père Ray Gagai est également de joueur de rugby à XIII.
Il a notamment remporté à trois reprises le State of Origin avec le Queensland et y a même été élu meilleur joueur de la série en 2017.

## Biographie
Bien qu'il ait signé en 2011 un contrat de deux ans avec les Broncos de Brisbane, le contrat est rompu pour des raisons disciplinaires, Dane Gagai s'engage alors pour les Knights de Newcastle.

## Palmarès
- Collectif : 
  - Vainqueur de la Coupe du monde : 2017 (Australie).
  - Vainqueur du State of Origin : 2015, 2016, 2017, 2020 et 2022 (Queensland).
  - Finaliste de la National Rugby League : 2021 (South Sydney).

- Individuel : 
  - Meilleur joueur du State of Origin : 2017 (Queensland).

### En sélection

#### Coupe du monde
| Édition        | Rang      | Résultats pays | Résultats Gagai | Matchs Gagai |
| -------------- | --------- | -------------- | --------------- | ------------ |
| Australie 2017 | Vainqueur | 6 v, 0 n, 0 d  | 5 v, 0 n, 0 d   | 5/6          |

#### Détails en sélection
| Matchs internationaux de Dane Gagai | Matchs internationaux de Dane Gagai | Matchs internationaux de Dane Gagai | Matchs internationaux de Dane Gagai | Matchs internationaux de Dane Gagai | Matchs internationaux de Dane Gagai | Matchs internationaux de Dane Gagai | Matchs internationaux de Dane Gagai | Matchs internationaux de Dane Gagai | Matchs internationaux de Dane Gagai | Matchs internationaux de Dane Gagai | Matchs internationaux de Dane Gagai |
|                                     | Date                                | Adversaire                          | Résultat                            | Compétition                         | Poste                               | Points                              | Essais                              | Pen.                                | Drops                               |                                     |                                     |
| ----------------------------------- | ----------------------------------- | ----------------------------------- | ----------------------------------- | ----------------------------------- | ----------------------------------- | ----------------------------------- | ----------------------------------- | ----------------------------------- | ----------------------------------- | ----------------------------------- | ----------------------------------- |
| sous les couleurs de l'Australie    |                                     |                                     |                                     |                                     |                                     |                                     |                                     |                                     |                                     |                                     |                                     |
| 1.                                  | 27 octobre 2017                     | Angleterre                          | 18-4                                | Coupe du monde                      | Ailier                              | -                                   | -                                   | -                                   | -                                   |                                     |                                     |
| 2.                                  | 11 novembre 2017                    | Liban                               | 34-0                                | Coupe du monde                      | Ailier                              | 4                                   | 1                                   | -                                   | -                                   |                                     |                                     |
| 3.                                  | 17 novembre 2017                    | Samoa                               | 46-0                                | Coupe du monde                      | Ailier                              | -                                   | -                                   | -                                   | -                                   |                                     |                                     |
| 4.                                  | 24 novembre 2017                    | Fidji                               | 54-6                                | Coupe du monde                      | Ailier                              | 8                                   | 2                                   | -                                   | -                                   |                                     |                                     |
| 5.                                  | 2 décembre 2017                     | Angleterre                          | 6-0                                 | Coupe du monde                      | Ailier                              | -                                   | -                                   | -                                   | -                                   |                                     |                                     |
| 6.                                  | 13 octobre 2018                     | Nouvelle-Zélande                    | 24-26                               | Amical                              | Ailier                              | 4                                   | 1                                   | 0                                   | 0                                   |                                     |                                     |
| 7.                                  | 20 octobre 2018                     | Tonga                               | 34-16                               | Amical                              | Ailier                              | 0                                   | 0                                   | 0                                   | 0                                   |                                     |                                     |

### En club

#### Statistiques
| Saison | Club                   | Compétition           | Matchs | Points | Essais | Goals | Drops |
| ------ | ---------------------- | --------------------- | ------ | ------ | ------ | ----- | ----- |
| 2011   | Brisbane Broncos       | National Rugby League | 6      | 16     | 4      | -     | -     |
| 2012   | Newcastle Knights      | National Rugby League | 12     | 20     | 5      | -     | -     |
| 2013   | Newcastle Knights      | National Rugby League | 23     | 20     | 5      | -     | -     |
| 2014   | Newcastle Knights      | National Rugby League | 24     | 30     | 7      | -     | -     |
| 2015   | Newcastle Knights      | National Rugby League | 24     | 32     | 7      | 2     | -     |
| 2016   | Newcastle Knights      | National Rugby League | 22     | 12     | 3      | -     |       |
| 2017   | Newcastle Knights      | National Rugby League | 23     | 8      | 2      | -     |       |
| 2018   | South Sydney Rabbitohs | National Rugby League | 25     | 16     | 4      | -     |       |
| 2019   | South Sydney Rabbitohs | National Rugby League | 25     | 54     | 10     | 7     | -     |
| 2020   | South Sydney Rabbitohs | National Rugby League | 19     | 46     | 11     | 1     | -     |
| 2021   | South Sydney Rabbitohs | National Rugby League | 0      | 0      | 0      | -     | -     |